# Dayton (Schiff)
Die USS Dayton (CL-105) war ein Leichter Kreuzer der Cleveland-Klasse der United States Navy. Sie war das letzte Schiff ihrer Schiffsklasse. Das Schiff wurde nach der Stadt Dayton in Ohio benannt.

## Geschichte
Das Schiff wurde am 19. März 1944 bei der New York Shipbuilding Corporation in Camden vom Stapel gelassen. Taufpatin war eine Mrs. Rueger. Die Indienststellung erfolgte am 7. Januar 1945 durch Kapitän P.W. Steinhagen.
Nach dem Training der Mannschaft begleitete sie im Juli 1945 die letzten Angriffe gegen die japanische Küste durch schnelle Trägergruppen und beschoss auch selbst die Küste.
Nach dem Zweiten Weltkrieg war sie zuerst der Atlantikflotte zugeteilt und später im Mittelmeer eingesetzt, u. a. als Flaggschiff des Oberbefehlshabers Mittelmeer COMNAVMED. 1947 lieferte das Schiff bei Triest Nachschub an alliierte Kräfte. Die USS Dayton wurde am 1. März 1949 außer Dienst gestellt, verblieb bis zu ihrer Streichung am 1. September 1961 im Schiffsregister und wurde 1962 zur Verschrottung verkauft.
Für ihre Teilnahme an Operationen im Zweiten Weltkrieg wurde der USS Dayton ein Service Star verliehen.